# Human Nature
"Human Nature" je četvrti i konačni singl američke pjevačice Madonne s njenog albuma Bedtime Stories. Izdan je kao singl 6. lipnja 1995., a 2001. je uključen na kompilaciju najvećih hitova GHV2.

## O singlu
"Human Nature" je pjesma koju je Madonna napisala kao odgovor na kritike i omalovažavanja za vrijeme albuma Erotica i knjige "Sex". To se ponajprije vidi u stihovima:
"Did I say something wrong? Oops, I didn't know we couldn't talk about sex. I must have been crazy."
Madonnina producentska kuća je za četvrti singl htjela pjesmu koja bi ljudima lakše ušla "u uho" a pri tome su mislili da je najbolji izbor "Don't Stop", ali Madonna je htjela baš "Human Nature" i na kraju je bilo po njezinome. Pjesma je snažna R&B uzdanica s primjesama hip hopa.
Iako je ovo bila već druga pjesma za redom koja nije ušla u prvih 40 na američkoj Hot 100 ljestvici (nakon "Bedtime Story"), zauzevši 46. poziciju, bila je pravi dance i klupski hit. Pjesma je dospjela u Top 10 u nekoliko država, uključujući Ujedinjeno Kraljevstvo, Kanadu i Japan. U UK je pjesma dospjela na 8. mjesto, a omot za singl je bila scena iz glazbenog videa gdje je zavezana za stolicu u kožnom odjelu. Američki omot je bila slika Bettine Rheims za Deatils časopis za prosinca 1994.
Madonna je singl izvela dva puta na svojim turnejama, i to prvi puta 2001. na Drowned World Tour na mehaničkom biku, a drugi puta 2008. na Sticky & Sweet Tour s električnom gitarom. Tijekom te izvedbe se ne ekranu pojavljuje Britney Spears zarobljena u liftu. Na kraju kaže "It's Britney's bitch" što je dio iz njene pjesme "Gimme More". Sama Britney se pojavila kao gošća na koncertu u Los Angelesu 6. studenog 2008.

## Glazbeni video
Glazbeni video za pjesmu je režisirao Jean-Baptiste Mondino (koji je prije ovoga režisirao i spotove za pjesme "Open Your Heart" i "Justify My Love") a pojavljuju se Madonna i njeni plesači. Ovo je bila prva suradnja s Jamie Kingom koji će 2001. postati koreograf njene Drowned World Tour, Re-invention Tour, Confessions Tour i Sticky & Sweet Tour. Pojavljuje se i čivava koja je kao i Madonna obučena u crni kožni kostim. Video je sniman 2 dana, 5. i 7. svibnja 1995. u Los Angelesu. Inspiracija za video je nađena u komičaru Ericu Stantonu.

## Popis skladbi i formati
| - Britanski CD singl 1. "Human Nature" (radio edit) – 4:09 2. "Human Nature" (The Human Club Mix) – 9:05 3. "Human Nature" (Chorus Door Slam with Nine Sample) – 4:48 4. "Human Nature" (The Runaway Club Mix) – 8:19 5. "Human Nature" (I'm Not Your Bitch) – 8:11 - Britanski kaseta singl 1. "Human Nature" (radio edit) – 4:09 2. "Human Nature" (Chorus Door Slam with Nine Sample) – 4:48 - Britanski CD singl 1. "Human Nature" (album version) – 4:54 2. "Bedtime Story" (Junior's Sound Factory Mix) – 9:15 3. "Bedtime Story" (Orbital Mix) – 7:41 - Britanski 12" singl 1. "Human Nature" (Human Club Mix) – 9:05 2. "Human Nature" (The Runway Club Mix) – 8:19 3. "Human Nature" (Master With Nine Sample) – 4:48 4. "Human Nature" (I'm Not Your Bitch) – 8:11 | - Američki CD singl / Američki kaseta singl / Američki 7" singl 1. "Human Nature" (radio version) – 4:30 2. "Sanctuary" (album version) – 5:03 - Američki CD maxi singl 1. "Human Nature" (radio edit) 2. "Human Nature" (Runway Club Mix Radio Edit) 3. "Human Nature" (Runway Club Mix) 4. "Human Nature" (I'm Not Your Bitch Mix) 5. "Human Nature" (Howie Tee Remix) 6. "Human Nature" (Howie Tee Clean Remix) 7. "Human Nature" (radio version) 8. "Human Nature" (Bottom Heavy Dub) 9. "Human Nature" (Love is the Nature Mix) |

## Službene verzije
- Album Version (4:53)
- Radio Version (4:32)
- Video Version (4:32)
- Video Instrumental/Karaoke (4:32)
- Howie Tee Remix (4:48)
- Howie Tee Clean Remix (4:48)
- Human Club Mix (9:06)
- Radio Edit (4:09)
- Runaway Club Mix (8:19)
- Runaway Club Mix Radio Edit (3:59)
- Love Is The Nature Mix (6:41)
- I'm Not Your Bitch Mix (8:11)
- Bottom Heavy Dub (7:57)
- Sticky & Sweet Tour Version Feat. Britney Spears

## Uspjeh na ljestvicama
| Ljestvica (1995)                   | Pozicija |
| ---------------------------------- | -------- |
| Australija                         | 17       |
| Europa                             | 16       |
| Finska                             | 11       |
| Irska                              | 21       |
| Italija                            | 10       |
| Japan                              | 10       |
| Kanada                             | 9        |
| Novi Zeland                        | 37       |
| Njemačka                           | 50       |
| Švicarska                          | 17       |
| Ujedinjeno Kraljevstvo             | 8        |
| U.S. Billboard Hot 100             | 46       |
| U.S. Billboard Pop Songs           | 30       |
| U.S. Billboard Hot Dance Club Play | 2        |